# Forgot About Dre
«Forgot About Dre» — второй сингл американского рэпера Dr. Dre с альбома 2001, записанный при участии Эминема, был выпущен 29 января 2000 года. Трек достиг 25-й позиции в американском чарте Billboard Hot 100, а также № 7 в Великобритании в UK Singles Chart. В песне Dr. Dre обращается к своим критикам в вызывающей манере, объявляя о своем возвращении на хип-хоп сцену и напоминает слушателям о своем значительном влиянии на этот жанр. В 2001, на 43-й церемонии вручения премии «Грэмми», сингл одержал победу в номинации «Лучшее рэп/песенное совместное исполнение».

## Мнение критиков
Стивен Томас Эрлевайн из AllMusic отмечает то, что в треке Эминем выделяется своей непредсказуемостью. New Musical Express написали про эту песню: « Людям, курящим много тяжелых „хронических“, основатель хип-хопа западного побережья и устрашающая легенда Андре Янг, также известный как Dr. Dre, встряхивает память с помощью „Forgot About Dre“. „ Как Вы думаете, кто вам открыл Eazy-E, Айс Кьюба и The D.O.C., Snoop D.O. Double G, и группу, которая говорила 'Fuck tha Police'?“ обращается в песне к бывшим участникам N.W.A изобретатель Джи-фанка и иногда ломающий челюсти продюсерам. Йо, действительно, большой плохой Dre вернулся и, несмотря на четырёхлетний перерыв с момента его последего хардкор послания, сотрудничество Dr. Dre с Эминемом в 'The Slim Shady LP', говорит о том, что он остается кипящей легендой». Крис Масси из PopMatters похвалил: «[…] Этот безумный рэп Эминема, который действительно выделяется, только потому, что он самый молодой рэпер на борту.». Грег Тейт из журнала SPIN отметил, что Dr. Dre использует это песню, чтобы убедиться что все признают его «величие», когда рядом стоит Эминем.

## Награды и номинации
| Год  | Премия                 | Награда                                     |
| ---- | ---------------------- | ------------------------------------------- |
| 2001 | Грэмми                 | «Лучшее рэп/песенное совместное исполнение» |
| 2000 | MTV Video Music Awards | «Лучшее рэп видео»                          |

## Список композиций
| №                   | Название                                                   | Автор(ы)                                 | Продюсер(ы)          | Длительность |
| ------------------- | ---------------------------------------------------------- | ---------------------------------------- | -------------------- | ------------ |
| 1.                  | «Forgot About Dre» (видео-версия)                          | Доктор Дре, Mel-Man и Эминем             | Доктор Дре и Mel-Man | 3:42         |
| 2.                  | «Still D.R.E.» (при участии Snoop Dogg)                    | Доктор Дре, Mel-Man, Jay-Z и Скотт Сторч | Доктор Дре и Mel-Man | 4:34         |
| 3.                  | «Forgot About Dre» (инструментальная версия)               | Доктор Дре, Mel-Man и Эминем             | Доктор Дре и Mel-Man | 3:42         |
| 4.                  | «Forgot About Dre» (нецензурная версия музыкального видео) | Доктор Дре, Mel-Man и Эминем             | Доктор Дре и Mel-Man | 3:45         |
| Общая длительность: | Общая длительность:                                        | Общая длительность:                      | Общая длительность:  | 15:42        |

| №                   | Название                                                   | Автор(ы)                     | Продюсер(ы)          | Длительность |
| ------------------- | ---------------------------------------------------------- | ---------------------------- | -------------------- | ------------ |
| 1.                  | «Forgot About Dre» (цензурная версия)                      | Доктор Дре, Mel-Man и Эминем | Доктор Дре и Mel-Man | 3:42         |
| 2.                  | «Still D.R.E.» (при участии Snoop Dogg) (цензурная версия) | Доктор Дре, Mel-Man и Jay-Z  | Доктор Дре и Mel-Man | 4:34         |
| Общая длительность: | Общая длительность:                                        | Общая длительность:          | Общая длительность:  | 8:16         |

| №                   | Название                                                 | Автор(ы)                     | Продюсер(ы)          | Длительность |
| ------------------- | -------------------------------------------------------- | ---------------------------- | -------------------- | ------------ |
| 1.                  | «Forgot About Dre» (инструментальная версия)             | Доктор Дре, Mel-Man и Эминем | Доктор Дре и Mel-Man | 3:42         |
| 2.                  | «Forgot About Dre» (цензурная версия музыкального видео) | Доктор Дре, Mel-Man и Эминем | Доктор Дре и Mel-Man | 3:45         |
| Общая длительность: | Общая длительность:                                      | Общая длительность:          | Общая длительность:  | 7:27         |

| №                   | Название                                                              | Автор(ы)                                          | Продюсер(ы)          | Длительность |
| ------------------- | --------------------------------------------------------------------- | ------------------------------------------------- | -------------------- | ------------ |
| 1.                  | «Forgot About Dre» (режиссерская версия музыкального видео)           | Доктор Дре, Mel-Man и Эминем                      | Доктор Дре и Mel-Man | 4:28         |
| 2.                  | «Forgot About Dre» (акапельная версия)                                | Доктор Дре, Mel-Man и Эминем                      | Доктор Дре и Mel-Man | 3:36         |
| 3.                  | «Forgot About Dre» (инструментальная версия)                          | Доктор Дре, Mel-Man и Эминем                      | Доктор Дре и Mel-Man | 3:42         |
| 4.                  | «The Next Episode» (инструментальная версия) (при участии Snoop Dogg) | Доктор Дре, Mel-Man, Kurupt, Hittman и Snoop Dogg | Доктор Дре и Mel-Man | 2:41         |
| Общая длительность: | Общая длительность:                                                   | Общая длительность:                               | Общая длительность:  | 14:27        |

## Чарты
| Чарт (2000)                           | Высшая позиция |
| ------------------------------------- | -------------- |
| Германия (GfK)                        | 41             |
| Ирландия (IRMA)                       | 20             |
| Нидерланды (Dutch Top 40)             | 19             |
| Нидерланды (Single Top 100)           | 16             |
| Новая Зеландия (Recorded Music NZ)    | 26             |
| Швеция (Sverigetopplistan)            | 29             |
| Швейцария (Schweizer Hitparade)       | 37             |
| Великобритания (OCC UK Singles)       | 7              |
| Великобритания (OCC UK Hip Hop/R&B)   | 3              |
| США (Billboard Hot 100)               | 25             |
| США (Billboard Hot R&B/Hip-Hop Songs) | 14             |
| США (Billboard Pop Airplay)           | 32             |
| США (Billboard Rhythmic)              | 3              |

| Чарт (2022)                         | Высшая позиция |
| ----------------------------------- | -------------- |
| Канада (Billboard Цифровые продажи) | 12             |
| Мир (Billboard Global 200)          | 100            |

| Чарт (2000)                           | Позиция |
| ------------------------------------- | ------- |
| Нидерланды (Single Top 100)           | 71      |
| США Billboard Hot 100                 | 73      |
| США (Billboard Hot R&B/Hip-Hop Songs) | 53      |

## Сертификации
| Регион                                                                      | Сертификация  | Продажи   |
| --------------------------------------------------------------------------- | ------------- | --------- |
| Дания (IFPI Danmark)                                                        | Золотой       | 45 000    |
| Великобритания (BPI)                                                        | 2× Платиновый | 1 200 000 |
| Данные о продажах + прослушиваниях приведены только на основе сертификации. |               |           |